# Коньово (Болгарія)
Ко́ньово (болг. Коньово) — село в Сливенській області Болгарії. Входить до складу общини Нова Загора.

## Населення
За даними перепису населення 2011 року у селі проживали 925 осіб.
Національний склад населення села:
| Національність   | Кількість осіб | Відсоток |
| ---------------- | -------------- | -------- |
| болгари          | 705            | 77,6 %   |
| цигани           | 200            | 22,0 %   |
| Всього відповіли | 908            |          |

Розподіл населення за віком у 2011 році:
Динаміка населення: